# Dicranomyia bryophila
Dicranomyia bryophila är en tvåvingeart som först beskrevs av Alexander 1934.  Dicranomyia bryophila ingår i släktet Dicranomyia och familjen småharkrankar. Inga underarter finns listade i Catalogue of Life.